# Ogataea cecidiorum
Ogataea cecidiorum är en svampart som beskrevs av Glushakova, Maximova, Kachalkin & Yurkov 2010. Ogataea cecidiorum ingår i släktet Ogataea och familjen Pichiaceae.   Inga underarter finns listade i Catalogue of Life.